# Seznam výzbroje Armády České republiky
Seznam výzbroje Armády České republiky obsahuje přehled hlavních typů výzbroje, techniky a vybavení různých složek Armády České republiky a Hradní stráže (součást ozbrojených sil České republiky).

## Pěchotní zbraně
Zbraně v tomto seznamu jsou seřazeny podle jejich celkového počtu a rozšíření u jednotek – nejdříve jsou uvedeny standardní zbraně a poté zbraně vyřazované nebo nestandardní vyskytující se pouze v omezeném počtu – dělení na zbraně standardní a nestandardní dle publikace Ruční zbraně AČR (2007) s přihlédnutím k novějším zdrojům.
| Název                          | Fotografie | Původ               | Určení                    | Verze                               | Počet                | Ref.    | Poznámky |
| Pistole                        | Pistole    | Pistole             | Pistole                   | Pistole                             | Pistole              | Pistole | Pistole |
| ------------------------------ | ---------- | ------------------- | ------------------------- | ----------------------------------- | -------------------- | ------- | --- |
| CZ P-10                        |            | Česko               | samonabíjecí pistole      |                                     |                      |         | Rámcová smlouva na více než 21 000 pistolí CZ P-10 uzavřena 21. dubna 2020. |
| CZ 75 SP-01 Phantom            |            | Česko               | samonabíjecí pistole      |                                     | 13 447               | [ 3 ]   | V letech 2009 až 2016 bylo dodáno celkem 13 447 pistolí CZ 75 SP-01 Phantom. |
| vz. 82                         |            |                     | samonabíjecí pistole      |                                     |                      | [ 5 ]   | |
| CZ 75                          |            | Československo      | samonabíjecí pistole      | BBD                                 |                      | [ 1 ]   | |
| Glock 17                       |            | Rakousko            | samonabíjecí pistole      |                                     |                      |         | Nestandardní zbraň; ve výzbroji 601. skupiny speciálních sil a 43. výsadkového pluku. |
| Samopaly                       |            |                     |                           |                                     |                      |         | |
| CZ Scorpion EVO 3              |            | Česko               | samopal                   | A1                                  | 1042                 | [ 3 ]   | Pro jednotky nasaditelných sil AČR a Hradní stráž bylo do roku 2016 pořízeno celkem 1042 samopalů Scorpion EVO 3 A1. Rámcová smlouva na dalších téměř 100 zbraní uzavřena 21. dubna 2020. |
| Heckler & Koch MP5             |            | Německo             | samopal                   | MP-5 SD 6MP-5K PDW                  |                      |         | Nestandardní zbraň; ve výzbroji 601. skupiny speciálních sil. |
| Útočné pušky                   |            |                     |                           |                                     |                      |         | |
| CZ BREN 2                      |            | Česko               | útočná puškakarabina      | BREN 2 14"BREN 2 11"                | 2600                 | [ 3 ]   | Do konce listopadu 2016 bylo dodáno celkem 2600 útočných pušek CZ BREN 2 (1900 pušek s hlavní o délce 14 palců, 700 karabin s 11" hlavní). Rámcová smlouva na dalších více než 16 000 útočných pušek BREN 2 uzavřena 21. dubna 2020. |
| CZ 805 BREN                    |            | Česko               | útočná puškakarabina      | BREN A1BREN A2                      | 17 678               | [ 3 ]   | Do konce listopadu 2016 bylo dodáno celkem 17 678 útočných pušek CZ 805 BREN. |
| M4                             |            | USA                 | karabina                  | M4A3 M4A1                           |                      |         | Nestandardní zbraň; ve výzbroji 601. skupiny speciálních sil. |
| vz. 58                         |            | Československo      | útočná puška              |                                     |                      |         | Nestandardní zbraň pouze ve výzbroji Aktivní zálohy, postupně vyřazovaná. |
| Samonabíjecí a samočinné pušky |            |                     |                           |                                     |                      |         | |
| CZ BREN 2 PPS                  |            | Česko               | puška pro přesnou střelbu |                                     | 350                  |         | Pušky pro přesnou střelbu CZ BREN PPS (Přesná Puška Střelce) nahrazují od ledna 2022 odstřelovací samonabíjecí pušky SVD Dragunov a SVDN-3 Tiger. |
| Heckler & Koch HK417           |            | Německo             | bitevní puška             |                                     |                      |         | U 601. skupiny speciálních sil používána převážně odstřelovači. |
| Puška vz. 52/57                |            | Československo      | samonabíjecí puška        | vz. 52/57Pu 52/57 přeh. zneh.       | 11952                | [ 10 ]  | Bojeschopné pušky vz. 52/57 má již pouze Hradní stráž, která používá také reprezentační, střelby neschopnou variantu Pu 52/57 přeh. zneh. |
| Odstřelovací pušky             |            |                     |                           |                                     |                      |         | |
| SVD                            |            | Sovětský svaz Rusko | odstřelovací puška        | SVD-1SVDN-3                         |                      | [ 12 ]  | Standardní odstřelovací puška na úrovni družstva, pomalu nahrazován Bren 2 PPS. |
| CZ 750                         |            | Česko               | odstřelovací puška        | CZ 750 SNIPER I                     |                      |         | Ve výzbroji Hradní stráže od roku 2014 nahradila SVD. |
| AI AW-F                        |            | Spojené království  | odstřelovací puška        |                                     |                      | [ 1 ]   | |
| Sako TRG-22                    |            | Finsko              | odstřelovací puška        |                                     |                      | [ 1 ]   | |
| Barrett M82                    |            | USA                 | velkorážní puška          | M82A1                               |                      |         | Nestandardní zbraň; ve výzbroji 601. skupiny speciálních sil. |
| OP 96 Falcon                   |            | Česko               | velkorážní puška          | OP 96NOP 96 BÚOP 99                 |                      |         | Nestandardní zbraň; ve výzbroji 601. skupiny speciálních sil. |
| Brokovnice                     |            |                     |                           |                                     |                      |         | |
| Benelli M3T Super 90           |            | Itálie              | brokovnice                |                                     |                      | [ 1 ]   | Je ve výzbroji 601. skupiny speciálních sil |
| Winchester 1300 Defender       |            | USA                 | brokovnice                |                                     |                      | [ 1 ]   | Ve výzbroji AČR je v malém množství |
| Pěchotní kulomety              |            |                     |                           |                                     |                      |         | |
| FN MINIMI                      |            | Belgie              | lehký kulomet             | Mk.46 Mod.0Mk.48 Mod.0Mk.3 Tactical | 135 + 317 + min. 477 |         | AČR jimi postupně nahradila UK vz. 59. Mk.48 mod.0 (na snímku) byly do výzbroje 601. skss zavedeny v roce 2006. SOG používal Mk.46 mod.0 a Mk.48 mod.0. Do roku 2014 dodáno celkem 135 kulometů. MO objednalo dalších 317 kulometů, jejichž výroba byla dokončena v roce 2015. V prosinci 2021 byla podepsána rámcová dohoda na dodávku až 949 kulometů Minimi Mk.3 Tactical v letech 2022–2025; minimální stanovený počet je 459 zbraní ráže 7,62 mm a 18 ráže 5,56 mm. |
| UK vz. 59                      |            | Československo      | univerzální kulomet       | vz. 59 Lvz. 59 T                    |                      |         | V roli standardního kulometu družstva je nahrazován FN MINIMI v ráži 7,62 × 51 mm NATO. |
| M60                            |            | USA                 | univerzální kulomet       | M60E4                               |                      |         | Nestandardní zbraň; ve výzbroji 601. skupiny speciálních sil. |
| Lafetované kulomety            |            |                     |                           |                                     |                      |         | |
| PK                             |            | Sovětský svaz       | univerzální kulomet       | PKBPKT                              |                      |         | PKT (na snímku) je verze používaná jako spřažený (koaxiální) kulomet u obrněné techniky sovětského původu (v AČR T-72 nebo BVP-2). PKB je lafetován např. na Land Rover Defender 130 Kajman. |
| PKM                            |            | Sovětský svaz       | univerzální kulomet       | PKM                                 |                      |         | Kulomety PKM jsou vyzbrojeny modernizované vrtulníky Mi-171Š. 601. skupina speciálních sil používala v Afghánistánu PKM místo UK vz. 59. |
| M240                           |            | Belgie USA          | univerzální kulomet       | M240                                |                      |         | M240 je americká verze belgického kulometu FN MAG. V AČR je součástí dálkově ovládané zbraňové stanice RCWS-30 vozidel Pandur II. |
| M2 Browning                    |            | USA                 | těžký kulomet             |                                     |                      |         | Kulomet M2 se nachází v dálkově ovládané zbraňové stanici vozidel LOV Iveco (na snímku) nebo KOT-Ž Pandur II. Rovněž nahrazuje kulomet NSV v jeho roli hlavní zbraně bojového Land Roveru. |
| NSV                            |            | Sovětský svaz       | těžký kulomet             | NSVNSVT                             |                      |         | V AČR je kulometem NSVT doplňkově vyzbrojen například tank T-72M4CZ (na snímku). NSV může být lafetován např. na Land Rover Defender 130 Kajman. |
| DŠKM                           |            | Sovětský svaz       | těžký kulomet             | vz.38/46M DŠKM                      |                      |         | V AČR je kulometem DŠKM vyzbrojena např. ShKH vz. 77 DANA. |
| MG3                            |            | Německo             | univerzální kulomet       |                                     |                      |         | V AČR jsou kulometem MG3 vyzbrojena vozidla ATF Dingo 2 a tanky Leopard 2A4. |
| Ruční granáty                  |            |                     |                           |                                     |                      |         | |
| URG-86                         |            | Československo      | univerzální ruční granát  |                                     |                      |         | URG-86 postupně nahrazoval ve výzbroji ČSLA granáty F-1 a RG-4, ale tento proces nebyl zcela dokončen ani v AČR (stav k roku 2015). V roce 2025 padlo rozhodnutí o likvidaci veškerých zbylých zásob. |
| RG-4                           |            | Československo      | útočný nárazový granát    |                                     |                      |         | |
| F-1                            |            | Sovětský svaz       | obranný časový granát     |                                     |                      |         | |
| OffHGr 85                      |            | Německo             | útočný granát             |                                     |                      | [ 20 ]  | pořízeny roku 2017, od roku 2024 výroba v ČR |
| SplHGr 85                      |            | Německo             | obranný granát            |                                     |                      | [ 20 ]  | pořízeny roku 2017, od roku 2024 výroba v ČR |
| Granátomety                    |            |                     |                           |                                     |                      |         | |
| AGS-17                         |            | Sovětský svaz       | automatický granátomet    |                                     |                      |         | |
| CZ 805 G1                      |            | Česko               | podvěsný granátomet       |                                     | 1594                 | [ 3 ]   | Rámcová smlouva na dalších více než 1600 podvěsných granátometů CZ 805 G1 uzavřena 21. dubna 2020. |
| Pancéřovky                     |            |                     |                           |                                     |                      |         | |
| RPG-7                          |            | Sovětský svaz       | pancéřovka                |                                     |                      |         | Standardní protitanková zbraň na úrovni družstva. AČR má k dispozici kumulativní náboje PG-7VM, termobarické TB-7VM a protipěchotní OFG-7V. |
| RPG-75                         |            | Československo      | pancéřovka                |                                     |                      |         | Ve výzbroji mechanizovaných jednotek. |
| Carl Gustav                    |            | Švédsko             | pancéřovka / tarasnice    | M3                                  | 30                   | [ 22 ]  | Ve výzbroji 601. skupiny speciálních sil a 43. výsadkového praporu; 30 zbraní a přes 750 nábojů šesti druhů bylo dodáno v roce 2006. |
| Protitankové řízené střely     |            |                     |                           |                                     |                      |         | |
| 9M113 Konkurs                  |            | Sovětský svaz       | PTŘS                      |                                     | 225                  | [ 25 ]  | |
| 9K11 Maljutka                  |            | Sovětský svaz       | PTŘS                      |                                     | 185                  | [ 25 ]  | |
| FGM-148 Javelin                |            | USA                 | PTŘS                      |                                     | 2+ (12+)             | [ 26 ]  | Dvě odpalovací zařízení s 12 střelami dodána v roce 2006 v rámci kontraktu v hodnotě 1,7 milionu dolarů pro nasazení v Afghánistánu. V roce 2015 dokoupen neznámý počet Javelinů za více než čtvrt miliardy korun. |
| Spike-LR                       |            | Izrael              | PTŘS                      |                                     | ~500                 | [ 28 ]  | Podle SIPRI dodáno v letech 2012 a 2013 cca 500 ks střel pro vozidla Pandur II CZ v rámci německého výrobního programu EuroSpike. |
| Minomety                       |            |                     |                           |                                     |                      |         | |
| Expal 81-MX2-KM                |            | Španělsko           | 81mm minomet              |                                     | 19+4                 | [ 29 ]  | Do výzbroje AČR zařazeny na počátku roku 2016 19 ks. V roce 2020 objednány další 4 ks. |
| Minomet vz. 52                 |            | Československo      | 82mm minomet              |                                     | ?                    | [ 25 ]  | Po vyčerpání zásob munice byly nejspíše již nahrazeny minomety 81-MX2-KM. |
| Minomety ANTOS a ANTOS-LR      |            | Česko               | 60mm minomet              | ANTOS-LRCommando                    | 8?                   | [ 29 ]  | 43. výsadkový prapor601. skupina speciálních sil, nahrazeny typem Hirtenberger M6. |

## Dělostřelectvo
| Zbraňový systém       | Fotografie            | Původ                 | Určení                            | Verze                 | Počet                 | Poznámky |
| Dělostřelecké systémy | Dělostřelecké systémy | Dělostřelecké systémy | Dělostřelecké systémy             | Dělostřelecké systémy | Dělostřelecké systémy | Dělostřelecké systémy                                                                                           |
| --------------------- | --------------------- | --------------------- | --------------------------------- | --------------------- | --------------------- | --- |
| ShKH vz. 77 DANA      |                       | Československo        | 152mm samohybná kanónová houfnice |                       | 86                    | |
| CAESAR                |                       | Francie               | 155mm samohybná kanónová houfnice | 8x8                   | 0+62                  | Původně objednáno 52 kusů. Dodávky by měly probíhat mezi roky 2024-26. V roce 2022 doobjednáno dalších 10 kusů. |
| ShM vz. 85 PRÁM-S     |                       | Československo        | 120mm samohybný minomet           |                       | 8                     | |
| Minomet vz. 82 PRAM-L |                       | Československo        | 120mm tažený minomet              |                       | 85                    | |
| Minomet 120-MX        |                       | Španělsko             | 120mm tažený minomet              |                       | 4                     | Tažený minomet pořízený pro Centrum podpory speciálních sil                                                     |
| CELKEM                |                       |                       |                                   |                       | 179                   | Stav k 1. lednu 2019.                                                                                           |

## Protivzdušná obrana
| Zbraňový systém      | Fotografie           | Původ                | Určení                                                              | Verze                | Počet                | Poznámky |
| Protivzdušné systémy | Protivzdušné systémy | Protivzdušné systémy | Protivzdušné systémy                                                | Protivzdušné systémy | Protivzdušné systémy | Protivzdušné systémy                                                                                                  |
| -------------------- | -------------------- | -------------------- | ------------------------------------------------------------------- | -------------------- | -------------------- | --- |
| 2K12 Kub             |                      | Sovětský svaz        | mobilní protiletadlový raketový komplet krátkého dosahu             | 2K12 M2              | 8                    | V roce 2023 jim AČR prodloužila životnost.Budou nahrazeny systémy SPYDER do roku 2026.2 Baterie darovány na Ukrajinu. |
| SPYDER               |                      | Izrael               | mobilní protiletadlový raketový systém krátkého až středního dosahu | ?                    | 0+16                 | AČR nakoupí 4 baterie (16 kusů), budou na podvozku Tatra 815 8x8 řady 7                                               |
| RBS-70               |                      | Švédsko              | MANPADS                                                             |                      | 16                   | |
| RBS-70 NG            |                      | Švédsko              | MANPADS                                                             |                      | 16                   | Ve službě nahradily v roce 2021 zastaralé systémy 9K35 Strela-10.                                                     |
| CELKEM               |                      |                      |                                                                     |                      | 56                   | Stav k 1. lednu 2022.                                                                                                 |

## Obrněná vozidla
Seznam obrněných vozidel vychází z publikace Katalog automobilní a pásové techniky používané v AČR (2007) s přihlédnutím k novějším zdrojům.
| Vozidlo                                    | Fotografie   | Původ          | Určení | Verze                        | Počet             | Poznámky |
| Bojové tanky                               | Bojové tanky | Bojové tanky   | Bojové tanky | Bojové tanky                 | Bojové tanky      | Bojové tanky |
| ------------------------------------------ | ------------ | -------------- | --- | ---------------------------- | ----------------- | --- |
| T-72M4 CZ                                  |              | Česko          | hlavní bojový tank                                                                                                 |                              | 30                | 27 v základní a 3 ve velitelské úpravě. |
| Leopard 2                                  |              | Německo        | hlavní bojový tank                                                                                                 | 2A4                          | 20+22             | Dle dohody z května 2022 Německo darovalo Česku 14 tanků Leopard 2A4 a dodalo je do konce roku 2023. V roce 2024 nabídlo německé ministerstvo obrany České republice dalších 14 tanků 2A4 jako dar, smlouva byla podepsána v červenci 2024. Dodány mají být do začátku roku 2026. V prosinci 2024 zakoupilo české ministerstvo obrany 14 tanků 2A4 s dodáním do konce roku 2026. Jsou vedena jednání o koupi dalších až 77 strojů ve verzi 2A8. |
| CELKEM                                     |              |                | |                              | 36                | Stav k dubnu 2025. |
| Speciální tanky                            |              |                | |                              |                   | |
| MT-55A                                     |              | Sovětský svaz  | mostní tank |                              | 6                 | |
| SPOT-55                                    |              | Československo | obrněné požární vozidlo                                                                                            |                              | 3                 | |
| VT-55A                                     |              | Sovětský svaz  | vyprošťovací tank                                                                                                  |                              | 3                 | 3 kusy uložené ve skladech |
| VT-72B                                     |              | Sovětský svaz  | vyprošťovací tank                                                                                                  |                              | 5                 | |
| VT-72M4 CZ                                 |              | Česko          | vyprošťovací tank                                                                                                  |                              | 3                 | |
| BPz 3 Büffel                               |              | Německo        | vyprošťovací tank                                                                                                  |                              | 1 (+1)            | Spolu s Leopardy 2A4 jsou součástí daru z Německa i dva BPz 3 Büffel. První AČR obdržela v roce 2024 a druhý by měl dorazit do roku 2026. |
| Bojová obrněná vozidla                     |              |                | |                              |                   | |
| BVP-1                                      |              | Československo | bojové vozidlo pěchoty                                                                                             | BVP-1BVP-1K                  | 98                | Určeny pro vytvoření zásob AČR. V roce 2020 se ve skladech nacházelo 98 BVP-1. |
| BVP-2                                      |              | Československo | bojové vozidlo pěchoty                                                                                             | BVP-2BVP-2V                  | 185               | V roce 2020 bylo v aktivní službě 120 BVP-2 a dalších 65 bylo uskladněno. |
| CV90                                       |              | Švédsko        | bojové vozidlo pěchoty                                                                                             | CV90MkIV                     | 0 + 246 do r.2026 | Švédská strana dostojí závazku minimálně 40% podílu českých společností na zakázce bojového vozidla pěchoty (BVP). Vláda ve středu 24. května 2023 na svém zasedání schválila nákup 246 kusů pásových bojových vozidel pěchoty (BVP) CV90 od švédského výrobce BAE Systems-Hägglunds za 59,7 miliard korun vč. DPH. |
| Pandur II                                  | KBVP         | Rakousko Česko | kolové bojové vozidlo - pěchoty - velitele roty - průzkumné s lokátorem - průzkumné                                | KBVPKBV-VRKBV-PZLOKKBV-PZ    | 72118             | V roce 2010 byly 4 KBVP upraveny na verzi KBVP M1 RVS pro zahraniční mise. Všech 99 kolových bojových vozidel je vyzbrojeno dálkově ovládanou zbraňovou stanicí RCWS-30. Další verze (KOT-Ž, KOVS, KOVVŠ, KOT-ZDR) jsou uvedeny v následujících sekcích. AČR provozuje celkem 127 Pandurů II. |
| CELKEM                                     |              |                | |                              | 430               | Stav k 1. lednu 2020; údaje o BVP-1 a 2 jsou z roku 2013. |
| Speciální vozidla na podvozku OT a BVP     |              |                | |                              |                   | |
| Pandur II                                  | KOT-Ž        | Rakousko Česko | kolový obrněný transportér ženijní                                                                                 | KOT-Ž                        | 4                 | |
| Pandur II                                  |              | Rakousko Česko | kolové obrněné vozidlo spojovací                                                                                   | KOVS                         | 14                | |
| Pandur II                                  | KOT-Ž        | Rakousko Česko | kolové obrněné vozidlo velitelsko-štábní                                                                           | KOVVŠ                        | 6                 | |
| DP-90                                      |              | Československo | dělostřelecká pozorovatelna                                                                                        |                              | 20                | Určeny pro přestavbu na průzkumné komplety. |
| DTP-90                                     |              | Československo | dílna technické pomoci                                                                                             | DTP-90/72DTP-95/72DTP-95/BVP | 21                | |
| LOS                                        | LOS          | Česko          | průzkumný a pozorovací komplet                                                                                     | LOSLOS-M                     | 10                | V roce 2014 obdržela AČR první dva kusy modernizované verze LOS-M. |
| MPP 40M1p                                  |              | Česko          | spojovací prostředek                                                                                               |                              | 2                 | Nahrazovány vozidly TITUS KOVVŠ |
| MU-90                                      |              | Československo | minový ukladač |                              | 21                | |
| OT-R5M Bečva                               |              | Česko          | spojovací vozidlo                                                                                                  | R5M1pR5M POJ                 | 26                | Nahrazovány vozidly TITUS KOVS |
| PzPK Sněžka                                |              | Česko          | průzkumný a pozorovací komplet                                                                                     | SněžkaSněžka-M               | 8                 | V roce 2015 obdržela AČR první kus modernizované verze Sněžka-M. |
| VP-90                                      |              | Československo | velitelské pracoviště                                                                                              |                              | 16                | U vybraných útvarů a pro vytvoření zásob AČR. |
| VOV                                        |              | Česko          | velitelské stanoviště                                                                                              | VOV-1pVOV-2p                 | 13                | |
| VPV                                        |              | Československo | obrněné vyprošťovací vozidlo                                                                                       |                              | 23                | |
| CELKEM                                     |              |                | |                              | 149               | Stav k 1. lednu 2020; údaje o jednotlivých typech jsou z roku 2013. |
| Obrněná zdravotnická vozidla               |              |                | |                              |                   | |
| OT-90 AMB-S                                |              | Československo | zdravotnický obrněný transportér                                                                                   |                              | 21                | |
| OZ-90                                      |              | Československo | odsunové zdravotnické vozidlo                                                                                      |                              | 9                 | |
| OT-64 zdrav                                |              | Československo | zdravotnický obrněný transportér                                                                                   |                              | 3                 | |
| Pandur II                                  |              | Rakousko Česko | kolový obrněný transportér zdravotnický                                                                            | KOT-ZDR                      | 4                 | |
| CELKEM                                     |              |                | |                              | 39                | Stav k 1. lednu 2020; údaje o jednotlivých typech jsou z roku 2013. |
| Obrněná vozidla 4 × 4 a 6 × 6 (LOV / MRAP) |              |                | |                              |                   | |
| Iveco LMV                                  | LOV 50 B     | Itálie         | lehké obrněné vozidlo                                                                                              | přehled verzí                | 130+              | Armáda disponuje různými verzemi tohoto obrněného vozidla. Početně nejvíce zastoupená je bojová verze LOV 50 B (72 kusů). V roce 2018 objednáno dalších 80 LOV pro chemiky, z nichž prvních 10 bylo dodáno v lednu 2022. V roce 2025 bylo objednáno dalších 15 kusů. |
| BRDM-2                                     |              | Sovětský svaz  | obrněné průzkumné vozidlo                                                                                          | BRDM-2RCh                    | ?                 | Postupně nahrazovány stroji Iveco LMV. 26 poskynuto Ukrajině. |
| ATF Dingo 2                                |              | Německo        | lehké obrněné vozidlo / MRAP                                                                                       | Dingo 2 CZ                   | 21                | |
| Nexter Titus                               |              | Francie, Česko | kolové obrněné vozidlo - velitelsko-štábní - spojovací - místo koordinace palebné podpory - vozidlo výcviku řidičů | KOVVŠKOVSMKPPKOVVVŘ          | 6+2236200+2       | [ 69 ] [ 70 ] |
| CELKEM                                     |              |                | |                              | 157               | Stav k 1. lednu 2020. |
| International MaxxPro                      |              | USA            | těžké obrněné vozidlo MRAP                                                                                         |                              | ?                 | Hlavní transportní a bojová vozidla příslušníků strážní roty BAF (Bagram Air Field) v Afghánistánu. Zapůjčena od USA. |

## Automobilní technika
Seznam automobilní techniky vychází z publikace Katalog automobilní a pásové techniky používané v AČR (2007) s přihlédnutím k novějším zdrojům.
| Osobní terénní automobily       | Osobní terénní automobily                            | Osobní terénní automobily | Osobní terénní automobily                            | Osobní terénní automobily | Osobní terénní automobily | Osobní terénní automobily |
| ------------------------------- | ---------------------------------------------------- | ------------------------- | ---------------------------------------------------- | --- | ------------------------- | --- |
| Land Rover Defender             |                                                      | Spojené království        | terénní automobil                                    | 90110130 ¹ | 740 ²                     | ¹ Ve verzi 130 je v AČR nejvíce rozšířená zdravotnická modifikace (na snímku). ² Včetně 79 Kajmanů (viz SOV). |
| Land Rover Discovery            |                                                      | Spojené království        | terénní automobil                                    | |                           | |
| UAZ-469                         | UAZ-469                                              | Sovětský svaz             | osobní terénní automobil                             | | 630?                      | Nahrazovány Toyotou Hilux |
| Toyota Hilux                    | Hilux D-4D                                           | Japonsko                  | terénní automobil                                    | | 1500                      | Na snímku pouštní automobil Toyota Hilux D-4D speciálních sil AČR. V roce 2020 objednáno celkem 1200 kusů jako náhrada za dosluhující Land Rover Defender a UAZ-469. Prvních 65 vozidel převzal 10.8. 2021 43. výsadkový pluk z Chrudimi. Nyní jich má armáda kolem 1000. Celkem jich armáda dostane zhruba 1500. |
| HMMWV                           | HMMWv                                                | USA                       | dodatečně pancéřovaný terénní automobil              | různé verze (např. M1151A1 w/B1) |                           | Pro potřeby mise v Afghánistánu (viz např. střetnutí u základny Shank). Na snímku vůz AČR s kulometem DŠKM procházející údržbou. |
| SOV (Special Operation Vehicle) |                                                      |                           |                                                      | |                           | |
| Land Rover Defender 110         | Land Rover 110 ST lafeto                             | Spojené království Česko  | SOV                                                  | 110 SOV110 SOV II |                           | |
| Land Rover Defender 130 Kajman  | Kajman                                               | Spojené království Česko  | SOV                                                  | | 79                        | [ 73 ] |
| Enok 4.8                        |                                                      | Německo                   | SOV                                                  | | 5                         | [ 78 ] |
| Nákladní a speciální automobily |                                                      |                           |                                                      | |                           | |
| Iveco MUV LZTOP                 | Iveco MUV LZTOP                                      | Česko Itálie              | lehký zdravotnický terénní odsunový prostředek       | | 19                        | [ 79 ] [ 80 ] [ 81 ] |
| AM-50                           | Mostní automobil AM-50                               | Československo            | mostní automobil                                     | |                           | [ 82 ] |
| Avia                            |                                                      | Československo            | lehký nákladní silniční automobil                    | Avia 30Avia 31 |                           | |
| Mercedes 4×4 ATEGO              |                                                      | Německo                   | automobil rychlý zásahový                            | |                           | |
| Mercedes 6×6 ACTROS             |                                                      | Německo                   | automobil hasicí kombinovaný                         | |                           | |
| Praga V3S                       | V3S valník · V3S skříň                               | Československo            | střední nákladní terénní automobil                   | V3S-M1V3S-M2 |                           | |
| Tatra 148                       | T 148                                                | Československo            | automobil nákladní terénníautomobil nákladní sklápěč | |                           | |
| T 148 AD 070                    |                                                      |                           | automobilní jeřáb                                    | |                           | |
|                                 |                                                      |                           |                                                      | |                           | |
| T 148 AD 20                     |                                                      |                           | automobilní jeřáb                                    | |                           | |
| T 148 AD 160                    |                                                      |                           | automobilní jeřáb                                    | |                           | |
| T 148 CAPL-15                   |                                                      |                           | automobil cisternový                                 | |                           | |
| T 148 CAPL-17                   |                                                      |                           | automobil cisternový                                 | |                           | |
| T 148 CAS 32                    |                                                      |                           | stříkačka                                            | |                           | |
| Tatra 810 (Tactic)              | T 810                                                | Česko                     | střední nákladní terénní automobil                   | T 810 6×6 | 613                       | V letech 2008–2009 dodáno 588 kusů, v roce 2013 provozováno 586, v roce 2017 dodáno 27 vozidel. |
| Tatra 815-7 (Force)             | T815-7 PRAM (T815-7T3RC1 8x8.1R Armoured Double Cab) | Česko                     | těžké armádní logistické vozidlo                     | Některé specifické varianty: T815-7 4x4 CAP-6M1,T 815 4×4 MDA, 41× T815-7 PRAM – přepravník minometu, 5× KWZT-3 – Vyprošťovací vozidlo, 3× T815-7-D 8×8 V, 2× T815-7-D 8×8 – dílenské vozidlo, T815-7 8x8 CAPL-16M1 | 500+                      | Česká armáda provozuje různé varianty na podvozku 4x4,6x6 a 8x8 s různou úrovní opanceřovaní (Tata 815-7 je snadno pancéřovatelná). K předání 41 kusů verze Tatra 815-7 PRAM došlo 17. července 2017. V roce 2022 objednáno 209 6x6 valníků a 80 8x8 hákových nakladačů.                                          |
| Tatra 815                       |                                                      | Československo Česko      | všechny verze                                        | CELKEM | ± 2700                    | [ 84 ] |
| T 815 4×4                       |                                                      |                           | nákladní terénnínosič kontejnerůpojízdná dílna       | |                           | |
| T 815 4×4 CAP 6M                |                                                      |                           | cisterna                                             | |                           | |
| T 815 6×6                       | Tatra 815 6x6                                        |                           | nákladní terénnínávěsovýnosič kontejnerůsklápěčkový  | |                           | |
| T 815 6×6 AD 20.2               |                                                      |                           | automobilní jeřáb                                    | |                           | |
| T 815 6×6 AD 28                 |                                                      |                           | automobilní jeřáb                                    | |                           | |
| T 815 6×6 AD 30                 |                                                      |                           | automobilní jeřáb                                    | |                           | |
| T 815 6×6 AV-14                 |                                                      |                           | víceúčelový jeřáb                                    | |                           | |
| T 815 6×6 CAPL-16M              |                                                      |                           | cisterna                                             | |                           | |
| T 815 6×6 CA-18                 |                                                      |                           | cisterna                                             | |                           | |
| T 815 6×6 CAS 11                |                                                      |                           | fekální                                              | |                           | |
| T 815 6×6 CAS 32                |                                                      |                           | stříkačka                                            | |                           | |
| T 815 6×6 CITRA-M               |                                                      |                           | cisterna                                             | |                           | |
| T 815 6×6 PP 27                 |                                                      |                           | požární plošina                                      | |                           | |
| T 815 8×8                       | T 815 8x8 · T 815 8x8                                |                           | nákladní terénnítahač přívěsůnosič kontejnerů        | |                           | |
| T 815 8×8 AV-15                 |                                                      |                           | víceúčelový jeřáb                                    | |                           | |
| T 815 8×8 KLAUS M               |                                                      |                           | překladač kontejnerový                               | |                           | |
| T 815 8×8 MULTILIFT MK IV       | MULTILIFT                                            |                           | překladač kontejnerový                               | |                           | |
| T 815 8×8 STEELBRO              | STEELBRO                                             |                           | překladač kontejnerový                               | |                           | |
| Volvo 8×8 KLAUS KM              |                                                      | Švédsko                   | stranový překladač kontejnerový                      | FL12 KLAUS KM |                           | |
| ZIL 131                         | ZIL-131                                              | Sovětský svaz             | přepravník TZM PLRK 2K12 KUB                         | |                           | |
| Scania R590                     | Scania R590 AČR                                      | Švédsko                   | stranový překladač Hammar 190 HB                     | | 4+8                       | |
| Scania R660                     |                                                      | Švédsko                   | tahač přívěsu                                        | | 4                         | |
| Renault Trafic                  |                                                      | Francie                   | dodávka                                              | |                           | [ 97 ] |
| Volvo VTN3R 6×6                 |                                                      | Švédsko                   | slápěčkový nákladní automobil                        | | 0+60                      | |
| Toyota Proace                   |                                                      | Japonsko                  | dodávka                                              | Toyota Proace Panel Van |                           | [ 99 ] |
| Autobusy                        |                                                      |                           |                                                      | |                           | |
| Karosa C 734                    | C 734                                                |                           | linkový autobus                                      | C 734.00 |                           | |
| Karosa LC 735                   |                                                      |                           | dálkový autobus                                      | LC 735.00 |                           | |
| Karosa LC 936                   |                                                      |                           | dálkový autobus                                      | LC 936 Lux |                           | |
| Karosa LC 956                   |                                                      |                           | dálkový autobus                                      | |                           | |
| Scania Touring HD 11            |                                                      | Švédsko                   | dálkový autobus                                      | | 4                         | |
| IVECO Crossway                  |                                                      | Česko                     | dálkový autobus                                      | |                           | [ 101 ] |
| Vozidlo                         | Fotografie                                           | Původ                     | Určení                                               | Verze | Počet                     | Poznámky |
| Osobní automobily               |                                                      |                           |                                                      | |                           | |
| Škoda Fabia                     |                                                      | Česko                     | osobní silniční automobil                            | |                           | |
| Škoda Felicia                   |                                                      | Česko                     | osobní silniční automobil                            | |                           | |
| Škoda Octavia                   | Octavia VP                                           | Česko                     | osobní silniční automobil                            | |                           | |
| Škoda Superb                    |                                                      | Česko                     | osobní silniční automobil                            | |                           | |

## Ostatní
| Ostatní technika                          | Ostatní technika |
| ----------------------------------------- | ---------------- |
| Dělostřelecký systém ARTHUR               | 3                |
| systém velení a řízení palby RACCOS       | 6                |
| Mobilní komunikační rušič STARKOM         | 1+7              |
| Odminovací komplet BOŽENA 5               | 3                |
| Pásový obojživelný transportér PTS-10     | 24               |
| Motocykl BMW R 1200                       | 38               |
| Motorový vlečný člun MO-634               | ?                |
| Motorový vlečný člun MO-2000 Veronika     | ?                |
| Ženijní laminátový člun RUSB              | ?                |
| Vznášedlo PEGAS 4M                        | ?                |
| Pontonová mostní souprava PMS             | ?                |
| Mobilní jeřáb Liebherr LTM 1055-3.2       | 1+?              |
| Mobilní jeřáb Grove GMK 3050-3            | 0+16             |
| Pasivní sledovací systém Věra S/M/Věra-NG | 3+2              |
| radarové čidlo ReVISOR                    | 6                |
| 3D radiolokátor EL/M-2084 (MMR)           | 8                |